# Alessandro Pallavicino di Zibello

Stemma dei Pallavicino.

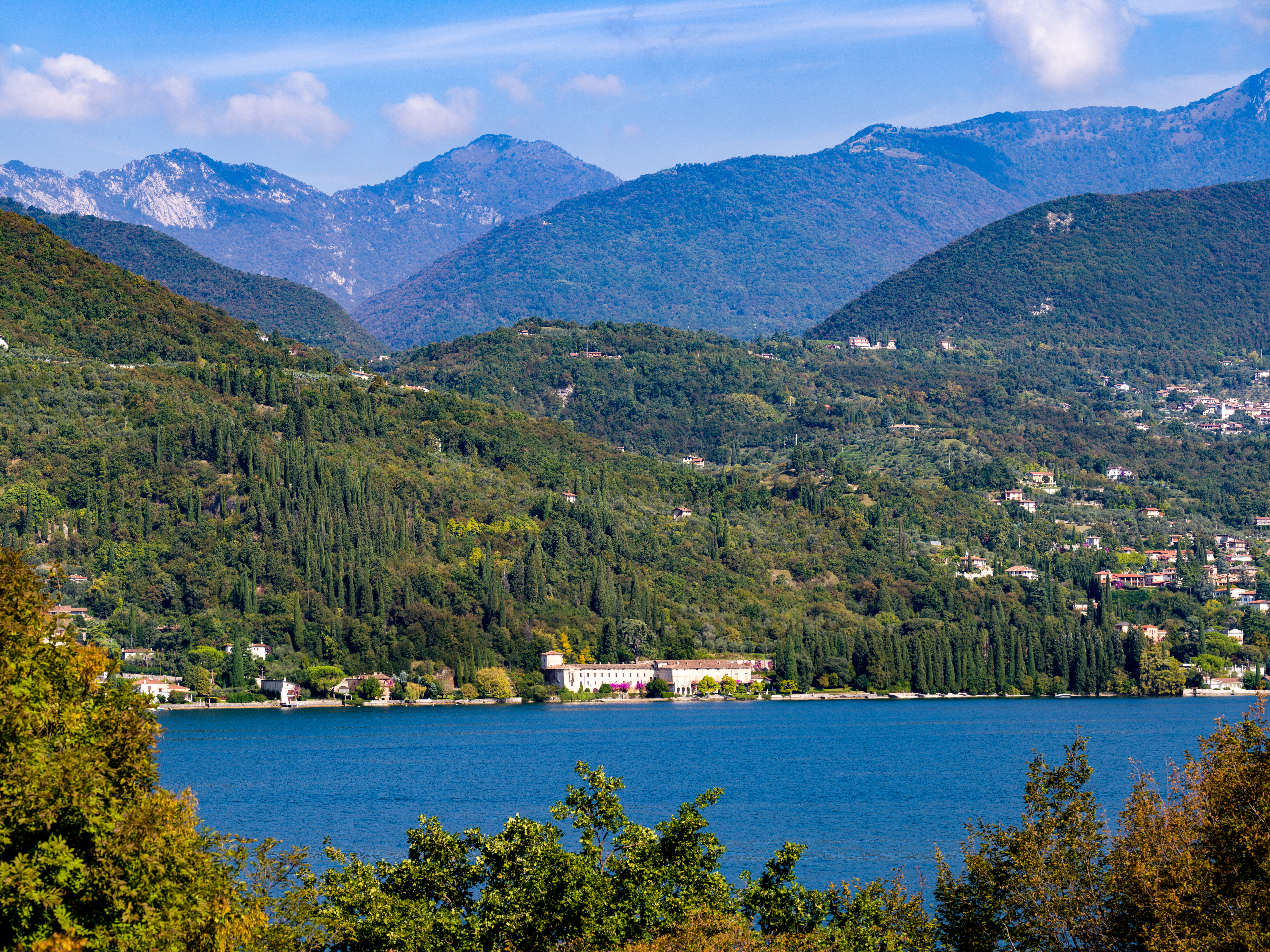
Barbarano, palazzo Terzi-Martinengo ex Pallavicino (al centro)

Alessandro Pallavicino (1570 – Roma, 19 settembre 1645) è stato un condottiero italiano, marchese di Cortemaggiore e Busseto.

## Biografia
Era figlio di Alfonso I Pallavicino (?-1619) di Uberto (1501-1583) e di Ersilia Malaspina.
Nel 1581 venne adottato da Sforza Pallavicino, marchese di Cortemaggiore e Busseto, dal quale ereditò i possedimenti essendo morto nel 1585 senza eredi.
Entrò sotto la protezione dei Farnese, sposando in prime nozze nel 1584 Lavinia (1560-1605), figlia naturale di Ottavio Farnese, duca di Parma.
Militò nel 1586 con il duca di Parma Alessandro Farnese nelle Fiandre.
Adalberto, figlio naturale legittimato di Galeazzo I Pallavicino, marchese di Busseto, chiamò Alessandro in tribunale per la restituzione dei feudi, ma, dopo la morte del duca Ottavio (1586), nel 1587 Alessandro Farnese ordinò il sequestro dei possedimenti dei Pallavicino, sostenendo che avevano perso la natura di feudi imperiali. Alessandro venne imprigionato e condotto nella Rocchetta di Parma e scarcerato solo dopo la consegna delle sue rocche ai Farnese. Quindi si ritirò a Salò, ma citò in tribunale il suo usurpatore. La lite durò 47 anni e nel frattempo erano morti Alessandro Farnese e il suo successore, Ranuccio. Solo il duca Odoardo I Farnese riuscì a ricomporre la situazione e nel 1636 i Pallavicino ritornarono in possesso delle loro terre. La tregua durò solo un anno perché i Farnerse ripristinarono la loro sovranità sullo Stato Pallavicino.
Alessandro morì a Roma nel 1645.

## Discendenza
Alessandro e Lavinia ebbero tre figli:
- Vittoria Eufrosina (1587-?)
- Francesco Sforza (1597-?)
- Lavinia (?-1606).

Sposò nel 1607 in seconde nozze Francesca Sforza di Santa Fiora, dalla quale ebbe due figli:
- Pietro Sforza (1607-1667), cardinale
- Alfonso (?-1679), marchese di Zibello

Sposò in terze nozze Pantasilea Gaetani (?-1687), dalla quale non ebbe figli.